# Billabong

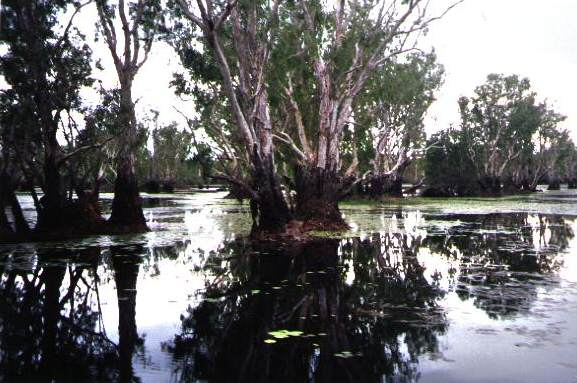
Lo Yellow Water Billabong nel Parco nazionale Kakadu

Un billabong è una tipica lanca australiana, che ha origine da un meandro fluviale abbandonato e risulta in una pozza d'acqua stagnante collegata a un fiume. Si forma in genere quando il corso di un torrente o di un fiume cambia, lasciando senza uscita il ramo originario. Il termine deriva più plausibilmente dal wiradjuri bilabaŋ, anche se è stata proposta un'origine scozzese.
I billabong sono un luogo abbastanza comune della letteratura australiana. Uno degli esempi più famosi si trova nel verso iniziale della nota canzone popolare australiana Waltzing Matilda di Banjo Paterson. Alcune volte i billabong sono molto estesi se vi si aggiunge l'acqua piovana; possono variare dai 100 m ai 900 m, ma sono di norma poco profondi.